# 1958 en fantasy
| Années de la fantasy : 1955 - 1956 - 1957 - 1958 - 1959 - 1960 - 1961    |
| Décennies de la fantasy : 1920 - 1930 - 1940 - 1950 - 1960 - 1970 - 1980 |

L'année 1958 est marquée, en matière de fantasy, par les événements suivants.

## Naissances et décès

### Naissances
- (date exacte inconnue) : Troy Denning, romancier américain.
- 27 juillet : Kate Elliott, romancière américaine.
- 20 octobre : Lynn Flewelling, romancière américain.
- 10 décembre : Cornelia Funke, romancière allemande.

### Décès
- 4 février : Henry Kuttner, écrivain américain de science-fiction et de romans policiers, mort à 42 ans.
- 21 mars : Cyril M. Kornbluth, écrivain américain de science-fiction, mort à 34 ans.

## Parutions littéraires
- The Once and Future King (en), série de romans de fantasy créée par T. H. White concernant la légende du Roi Arthur.
- Projet Jason (« The Planet Savers »), roman de Marion Zimmer Bradley.

## Films ou téléfilms
- Le Septième Voyage de Sinbad (« The 7th Voyage of Sinbad »), film américano-britannique réalisé par Nathan Juran, premier de la trilogie « Sinbad ».